# Chunlimón

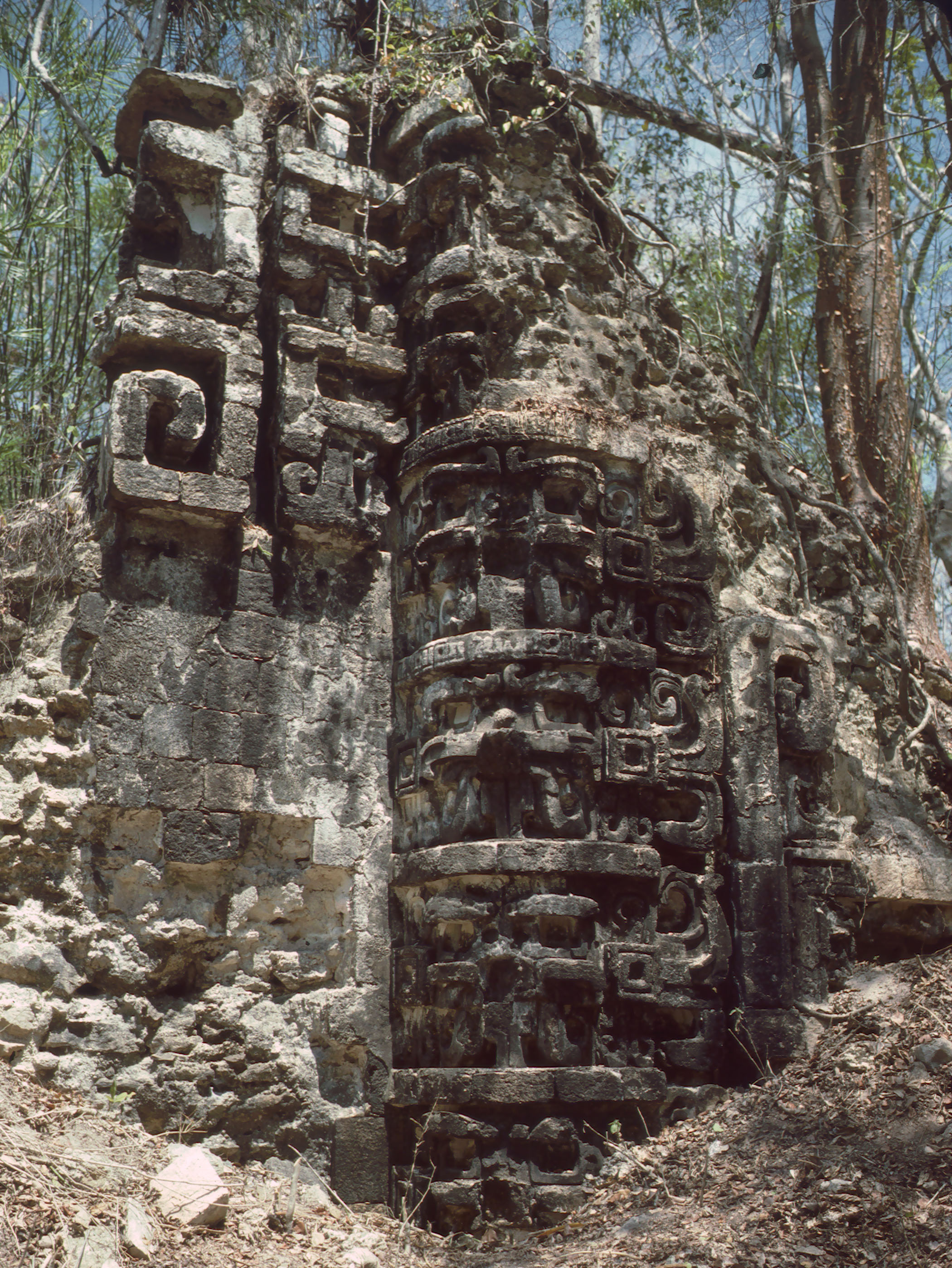
A kígyóállkapocs-bejárat megmaradt bal oldali része

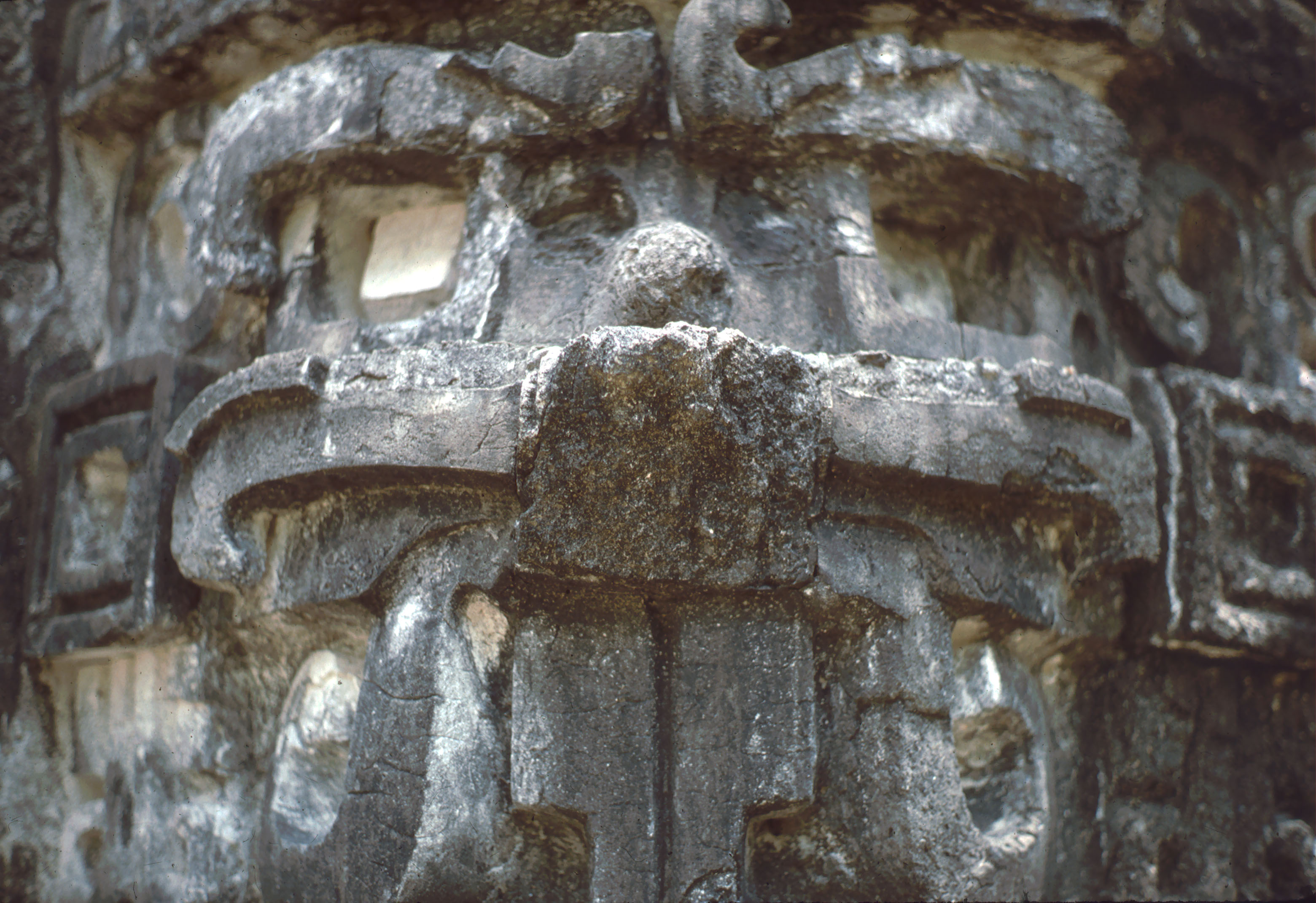
Chac-maszk

Chunlimón egy kevéssé ismert mexikói maja romváros. A Yucatán-félszigeten található, Campeche szövetségi államban, körülbelül 20 kilométerre keletre Cancabchén falutól. Stilisztikai jellegzetességei alapján a Chenes-régióhoz tartozik. Az első rövid beszámolót és egy fényképet Teobert Malernek köszönhetjük. Fennmaradt egy bejárat, amit kígyóállkapcsok és Chac-maszkok díszítenek. Emellett ismert néhány erősen leromlott épület és egy nagy piramis. Chunlimónban eddig nem voltak régészeti ásatások.